# طرديلن
الكشيم رومي، البقل السعال ، شرعوب مخزني أو  الطُرْديلُن أو الشُّرْعُوبُ أو الطرذيلن أو ساسالي (الاسم العلمي: Tordylium) هو جنس من النباتات يتبع الفصيلة الخيمية من رتبة الخيميات.

## أنواع
يوجد عدة أنواع من جنس الطرديلن.
- طرديلن الذرة (الاسم العلمي:Tordylium segetum)
- طرديلن أفسنتيني الأوراق (الاسم العلمي:Tordylium absinthifolium)
- طرديلن أكبر (الاسم العلمي:Tordylium maximum)
- طرديلن أمريكي (الاسم العلمي:Tordylium americanum)
- طرديلن أنيق (الاسم العلمي:Tordylium elegans)
- طرديلن بيزنطي (الاسم العلمي:Tordylium byzantirum)
- طرديلن جزيري (الاسم العلمي:Tordylium insulare)
- طرديلن حلو الرائحة (الاسم العلمي:Tordylium suaveolens)
- طرديلن خشن الثمار (الاسم العلمي:Tordylium trachycarpum)
- طرديلن سوري (الاسم العلمي:Tordylium syriacum)
- طرديلن صغير البذور (الاسم العلمي:Tordylium microspermum)
- طرديلن صوفي (الاسم العلمي:Tordylium lanatum)
- طرديلن عقدي الأزهار (الاسم العلمي:Tordylium nodiflorum)
- طرديلن غريب (الاسم العلمي:Tordylium peregrinum)
- طرديلن فارسي (الاسم العلمي:Tordylium persicum)
- طرديلن فلسطيني (الاسم العلمي:Tordylium palaestinum)
- طرديلن كبير الأزهار (الاسم العلمي:Tordylium grandiflorum)
- طرديلن كرفسي الأوراق (الاسم العلمي:Tordylium siifolium)
- طرديلن كرملي (الاسم العلمي:Tordylium carmeli)
- طرديلن متوسط (الاسم العلمي:Tordylium intermedium)
- طرديلن مثلم (الاسم العلمي:Tordylium sulcatum)
- طرديلن مخزني (الاسم العلمي:Tordylium officinale)
- طرديلن مصري (الاسم العلمي:Tordylium aegyptiacum)
- طرديلن هاسلكويستي (الاسم العلمي:Tordylium hasselquistia)
- (الاسم العلمي:Tordylium aegaeum)
- (الاسم العلمي:Tordylium apulum)
- (الاسم العلمي:Tordylium arthedia)
- (الاسم العلمي:Tordylium asperum)
- (الاسم العلمي:Tordylium aucheri)
- (الاسم العلمي:Tordylium austriacum)
- (الاسم العلمي:Tordylium brachytaenium)
- (الاسم العلمي:Tordylium brunonis)
- (الاسم العلمي:Tordylium cappadocicum)
- (الاسم العلمي:Tordylium concinnum)
- (الاسم العلمي:Tordylium cyrenaicum)
- (الاسم العلمي:Tordylium divaricatum)
- (الاسم العلمي:Tordylium ebracteatum)
- (الاسم العلمي:Tordylium elatum)
- (الاسم العلمي:Tordylium grande)
- (الاسم العلمي:Tordylium hirtocarpum)
- (الاسم العلمي:Tordylium humile)
- (الاسم العلمي:Tordylium ketenoglui)
- (الاسم العلمي:Tordylium lusitanicum)
- (الاسم العلمي:Tordylium macropetalum)
- (الاسم العلمي:Tordylium magnum)
- (الاسم العلمي:Tordylium pestalozzae)
- (الاسم العلمي:Tordylium pustulosum)
- (الاسم العلمي:Tordylium ragusinum)
- (الاسم العلمي:Tordylium rugosulum)
- (الاسم العلمي:Tordylium sekakul)
- (الاسم العلمي:Tordylium verecundum)

## من أنواعه الواطنة في الوطن العربي
- الطرديلن الأبولي (باللاتينية: Tordylium apulum) في بلاد الشام
- الطرديلن خشن الثمار (باللاتينية: Tordylium trachycarpum) في بلاد الشام
- الطرديلن السوري (باللاتينية: Tordylium syriacum) في بلاد الشام
- الطرديلن الصوفي (باللاتينية: Tordylium lanatum) في بلاد الشام
- الطرديلن الفلسطيني (باللاتينية: Tordylium palaestinum) في بلاد الشام
- الطرديلن القلبي (باللاتينية: Tordylium cordatum) في بلاد الشام
- الطرديلن الكرملي (باللاتينية: Tordylium carmeli) في بلاد الشام
- الطرديلن المصري (باللاتينية: Tordylium aegyptiacum) في بلاد الشام ومصر وقبرص وتركيا
- الطرديلن الهاسلكويستي (باللاتينية: Tordylium hasselquistiae) في بلاد الشام